# Jaguar Mark VIII
Jaguar Mark VIII byl luxusní sedan britské automobilky Jaguar Cars Ltd vyráběný od roku 1956. Stal se nástupcem modelu Mark VII, z něhož ve velké míře vycházel. V roce 1958 byl nahrazen modelem Mark IX.
Jaguar Mark VIII byl na první pohled velmi podobný svému předchůdci, modelu Mark VII (1950-1954). Měli shodnou konstrukci, ovšem vzhled se dočkal několika změn. Karoserie měla nyní moderní dvoubarevné lakování, jejíž jednotlivé barevné plochy oddělovaly chromované lišty, a zkrácené kamašové kryty zadních kol. Další změnou prošla maska chladiče, která byla oproti předchůdci rozšířena. Na kapotě se opět objevila mírně upravená soška jaguára ve skoku. Důležitým rozdílem bylo nahrazení dvoudílného předního skla jednodílným, mírně zakulaceným. Také interiér prodělal kosmetické změny, vedoucí k většímu pohodlí posádky.
Model Mark VIII poháněl šestiválcový řadový šestiválec XK o objemu 3 442 cm3 známý již z modelů Mark VII nebo XK 140. Dostal ovšem novou podélně uloženou hlavu válců se změněnými úhly ventilů s názvem B-type. Díky tomu došlo k zvýšení výkonu z původních 160 koní (119 kW) na 210 koní (156 kW). Vůz tak dosahoval max. rychlosti až 170 km/h (106 mph). Nabízela se klasická manuální převodovka i pro vozy Jaguar typická třístupňová automatická převodovka Borg Warner. Za pouhé dva roky výroby sjelo z výrobní linky přes 6000 exemplářů modelu Mark VIII.